# The Magic Ring (film 1906)
The Magic Ring è un cortometraggio muto del 1906 diretto da Lewin Fitzhamon.

## Trama
Un giovane usa un anello magico per salvare una fanciulla prigioniera nel castello della strega.

## Produzione
Il film fu prodotto dalla Hepworth.

## Distribuzione
Distribuito dalla Hepworth, il film - un cortometraggio di 152 metri - uscì nelle sale cinematografiche britanniche nel dicembre 1906.
Si conoscono pochi dati del film che, prodotto dalla Hepworth, fu distrutto nel 1924 dallo stesso produttore, Cecil M. Hepworth. Fallito, in gravissime difficoltà finanziarie, il produttore pensò in questo modo di poter almeno recuperare il nitrato d'argento della pellicola.